# Robert Hough (tennis)
Robert Baldwin Hough né le 10 octobre 1861 à Londres et décédé à Newquay le 6 mars 1923 est un joueur britannique de tennis.

## Carrière
Il participe au tournoi de Wimbledon de 1896 à 1906 où il atteint les 1/8 de finale (3e tour ces années là) à trois reprises de 1898 à 1900. Il atteint les 1/4 de finale en double en 1903 avec l'américain Clarence Hobart.
Il a joué et remporté une dizaine de tournois en Europe de 1892 à 1906.

## Référence
1. ↑  (en) Tennis Archives : Robert Hough